# Parrot OS
Parrot OS és un sistema operatiu de codi obert per a ordinadors. És una distribució de Linux basada en l’arquitectura de Debian, focalitzada en auditoria i seguretat informàtica. Inclou moltes aplicacions dedicades a la prova de penetració.
Fa servir l’arquitectura de la branca de prova de Debian (Bullseye), amb el nucli de Linux 5.10. Parrot OS es distribueix en imatges ISO compilades per a les arquitectures més populars de 32-bit (i386) i 64-bit (amd64), com ara Intel, AMD i ARM. Segueix el model d’actualització contínua, amb llançaments mensuals.
Utilitza els entorns d’escriptori MATE, KDE i Xfce. Escriptoris lleugers que funcionen amb un mínim de 256 MB de RAM. Inclou un gran nombre d’aplicacions preinstal·lades, entre les quals Nmap (un escàner de ports), Metasploit (un automatizador d’atacs), Wireshark (un sniffer), John the Ripper (un crackejador de contrasenyes) i la suite Aircrack-ng (programari per a proves de seguretat en xarxes sense fils).
Està desenvolupat pel grup Frozenbox Team.

## Versions
| Data       | Versió             | Codename       | Comentaris                           |
| ---------- | ------------------ | -------------- | ------------------------------------ |
| 2013-06-10 | Inici del projecte |                |                                      |
| 2013-06-17 | Parrot 0.1         | Pre Alfa       |                                      |
| 2013-06-22 | Parrot 0.2         | Pre Alfa       |                                      |
| 2013-06-30 | Parrot 0.3         | Pre Alfa       |                                      |
| 2013-07-10 | Parrot 0.4         | Pre Alfa       |                                      |
| 2013-08-22 | Parrot 0.5         | Alfa           |                                      |
| 2013-10-21 | Parrot 0.6         | Alfa           |                                      |
| 2013-11-12 | Parrot 0.6.5       | Alfa           |                                      |
| 2013-12-06 | Parrot 0.7         | Pre Beta       |                                      |
| 2014-01-12 | Parrot 0.8         | Beta           |                                      |
| 2014-01-24 | Parrot 0.8.1       | Beta           |                                      |
| 2014-03-05 | Parrot 0.8.2       | Beta           |                                      |
| 2014-04-17 | Parrot 0.8.4       | Beta           |                                      |
| 2014-06-25 | Parrot 0.9         | Beta final     |                                      |
| 2014-07-21 | Parrot 1.0         | Hydrogen       |                                      |
| 2014-09-02 | Parrot 1.1         | Asphalt Dragon |                                      |
| 2014-09-11 | Parrot 1.2         | Asphalt Dragon |                                      |
| 2014-10-22 | Parrot 1.4         | JailBird       |                                      |
| 2014-11-06 | Parrot 1.4.2       | JailBird       |                                      |
| 2014-12-12 | Parrot 1.6         | JailBird       |                                      |
| 2015-02-05 | Parrot 1.7         | CyberLizard    |                                      |
| 2015-02-21 | Parrot 1.8         | CyberLizard    |                                      |
| 2015-04-04 | Parrot 1.9         | CyberLizard    |                                      |
| 2015-09-12 | Parrot 2.0         | Helium         |                                      |
| 2015-09-15 | Parrot 2.0.1       | Helium         |                                      |
| 2015-10-06 | Parrot 2.0.4       | Helium         |                                      |
| 2015-10-17 | Parrot 2.0.5       | Helium         |                                      |
| 2016-01-16 | Parrot 2.1         | Murdock        |                                      |
| 2016-02-25 | Parrot 2.2         | Glitch         |                                      |
| 2016-06-18 | Parrot 3.0         | Lithium        |                                      |
| 2016-07-26 | Parrot 3.1         | Defcon         |                                      |
| 2016-10-15 | Parrot 3.2         | CyberSloop     |                                      |
| 2016-12-25 | Parrot 3.3         | CyberBrig      |                                      |
| 2017-01-01 | Parrot 3.4         | CyberFrigate   |                                      |
| 2017-01-02 | Parrot 3.4.1       | CyberFrigate   |                                      |
| 2017-03-08 | Parrot 3.5         | CyberGalleon   |                                      |
| 2017-05-18 | Parrot 3.6         | JollyRoger     |                                      |
| 2017-07-09 | Parrot 3.7         | JollyRoger     |                                      |
| 2017-09-12 | Parrot 3.8         | JollyRoger     |                                      |
| 2017-10-15 | Parrot 3.9         | Intruder       |                                      |
| 2017-12-15 | Parrot 3.10        | Intruder       |                                      |
| 2018-01-29 | Parrot 3.11        | Intruder       |                                      |
| 2018-05-21 | Parrot 4.0         | Stable         |                                      |
| 2018-06-04 | Parrot 4.1         | Stable         |                                      |
| 2018-09-10 | Parrot 4.22        | Stable         |                                      |
| 2018-11-03 | Parrot 4.3         | Stable         |                                      |
| 2018-11-25 | Parrot 4.4         | Stable         |                                      |
| 2019-01-21 | Parrot 4.5         | Stable         |                                      |
| 2019-01-27 | Parrot 4.5.1       | Stable         |                                      |
| 2019-04-27 | Parrot 4.6.0       | Stable         |                                      |
| 2019-08-13 | Parrot 4.7         | Stable         |                                      |
| 2020-03-20 | Parrot 4.8         | Stable         |                                      |
| 2020-04-30 | Parrot 4.9         | Stable         |                                      |
| 2020-08-16 | Parrot 4.10        | Stable         |                                      |
| 2021-03-28 | Parrot 4.11        | Stable         |                                      |
| 2022-03-24 | Parrot 5.0 (LTS)   | Electro Ara    | Va migrar la versió estable a Debian |